# Шхельда (альплагерь)
Шхельда (от карач.-балк. «ишхилди» — брусника) — альпинистская учебно-спортивная база, база отдыха в Эльбрусском районе Кабардино-Балкарской республики. Расположен на территории национального парка Приэльбрусье. Шхельда является одной из основных баз Приэльбрусья. Она основана в 1946 году как альпинистский лагерь Центрального Совета общества «Спартак» на месте деревянного временного альплагеря «Молния».
База отдыха основана в удобном и красивом районе Кавказских гор у слияния рек Адыл-Су и Шхельда на высоте 2020 метров. В районе лагеря расположены многие вершины свыше 4 тыс. метров от I до VI категорий трудности.
Весьма удобные и короткие подходы приводят восходителей к популярным вершинам: Шхельда, Ушба, пик Щуровского, Чатын-Тау, Джан-Туган, Башкара и другим. В 10 км от альпбазы находится массив Эльбрус с горнолыжными комплексами «Чегет» и «Эльбрус».
Первым начальником лагеря был энтузиаст альпинизма О. Гринфельд — участник Великой Отечественной войны, начальником учебной части стал ветеран альпинизма, активный участник боев в горах Кавказа Н. А. Гусак — заслуженный мастер спорта.
С первых дней лагерь становится опорным пунктом сборной команды альпинистов ЦС ДСО «Спартак». В состав команды входили известные альпинисты: В. Кизель, А. Боровиков, Н. Гусак, И. Леонов, В. Пелевин, Я. Аркин, В. Чередова, М. Ануфриков, Л. Филимонов, А. Гусев, Ш. Тенишев, В. Рубанов, В. Мартынов, П. Буданов и другие.
Эта команда явилась первым экспериментом по подготовке альпинистов страны для совершения восхождений по стеновым маршрутам. Затем команда пополнилась перспективной молодежью, из них многие известные альпинисты — покорители вершин Кавказа и семитысячников Тянь-Нань и Памира: К и Б. Клецко, Ф. Улумбеков, В. Кавуненко, В. Шатаев, А. Кустовский, К. Гаджиев, Д. Кахиани, К. Хергиани, Я. Дьяченко, В. Яковина, супруги Г. и Д. Аграновские, Д. Макауская, О. Борисенко, А. Махинов и другие.
Команду 12-кратных чемпионов страны долгие годы возглавлял главный конструктор альпинистского снаряжения В. М. Абалаков — заслуженный тренер и заслуженный мастер спорта СССР — человек, наглядно отражающий историю советского альпинизма.
В стенах лагеря выросли высококлассные горовосходители и опытнейшие инструктора альпинизма: Михаил Хергиани и Иосиф Кахиани — заслуженные мастера спорта СССР и многократные чемпионы СССР.
Многие годы альплагерь «Шхельда» являлся базой по подготовке альпинистов КБР. Здесь воспитались мастера спорта международного класса: М. Залиханов, Г. Степанов, стали мастерами спорта и чемпионами страны по альпинизму: В. Наугольный, Л. Замихов, С. Шацкий, С. Шведев и другие. По подготовке мастеров много труда вложили Х. Залиханов, Ш. Тенишев — заслуженные тренеры СССР.
В альплагере «Шхельда» мастерами спорта стали первая женщина-альпинист, жительница высокогорного селения Безенги — Т. Хуламханова.
Послевоенные альпиниады КБР на вершине Эльбруса также начались в альпбазе «Шхельда».
Большой вклад в становление альпбазы в разные периоды её работы внесли её начальники: О. Гринфельд, А. Шехелев, Я. Юдевич, А. Гуревич, М. Темукуев.
За период работы в альпбазе «Шхельда» подготовлено:
- более 20000 значкистов «Альпинист СССР»
- около 140 мастеров спорта СССР
- 15 заслуженных мастеров спорта СССР
- 4 заслуженных тренера СССР

Из воспитанников альпбазы вышло 65 чемпионов СССР по альпинизму. В настоящее время «Шхельда» работает, в летний период, готовит альпинистов, в зимний период — по горнолыжному профилю. База круглогодично принимает множество гостей со всех уголков мира.
На данный момент[какой?] директором лагеря является А. М. Темукуев.